# П'єр Картельє

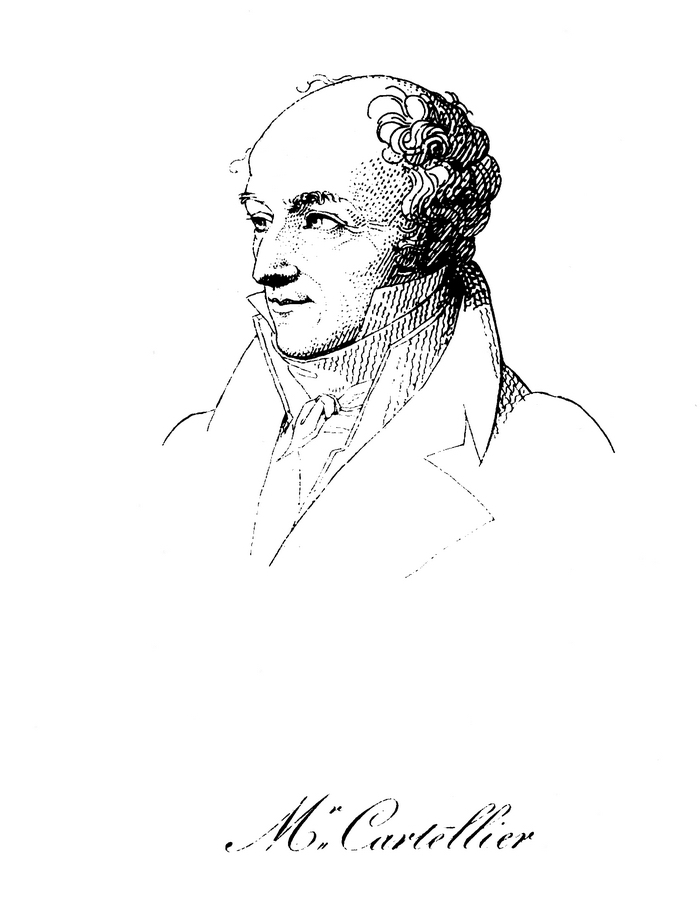
П'єр Картельє
Жак Марі Ноель Фремі (1782—1867)

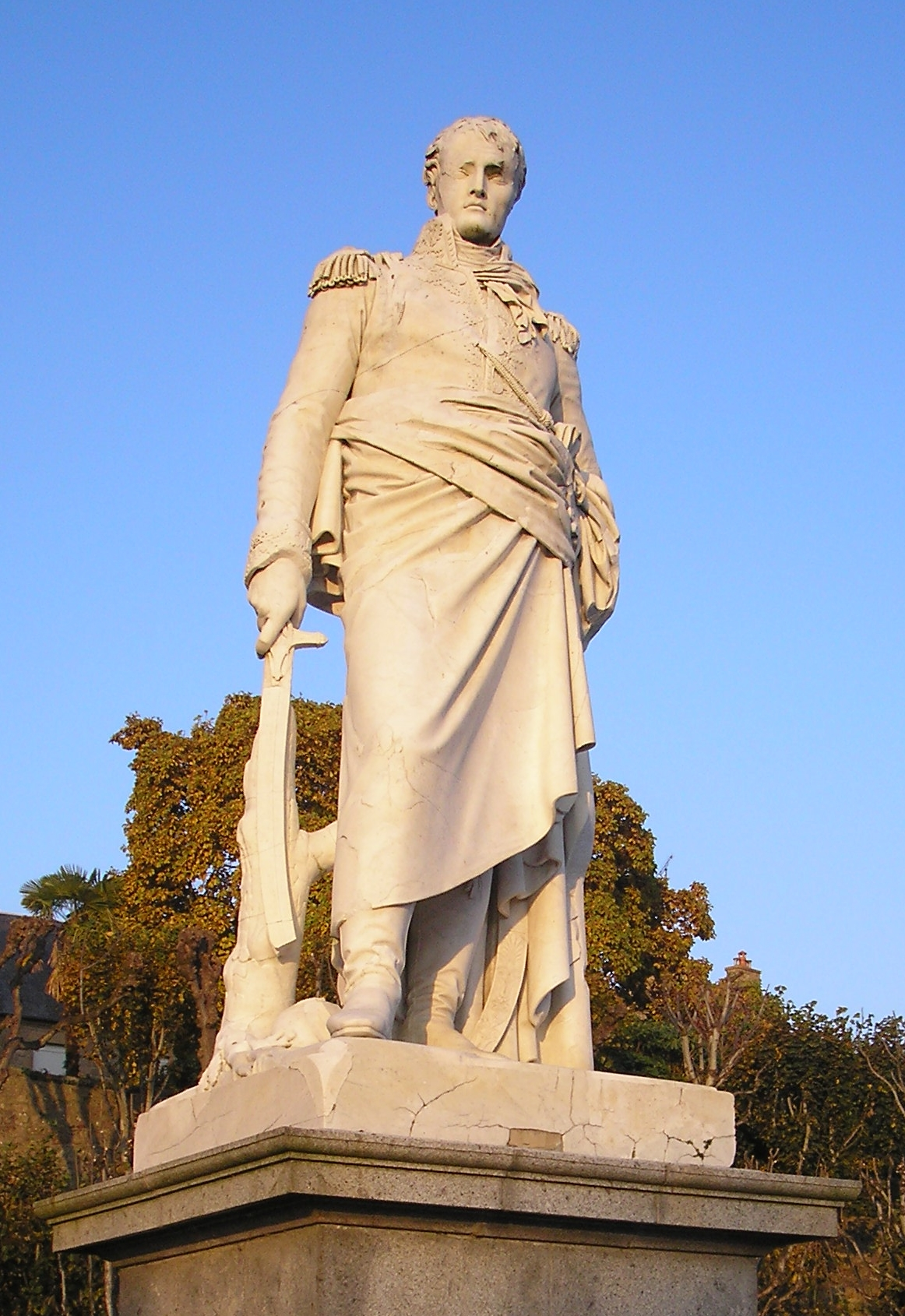
Генерал Вальюбер, скульптура, збільшена в натуральну величину вдічі, для мосту Згоди, Париж, 1815 (зараз розміщений в саду Евеше, Авранш, Нормандія)

П'єр Картельє (народився 2 грудня 1757 року, помер 12 червня 1831 року) — французький скульптор.

## Біографія
П'єр Картельє народився в Парижі. Він навчався у Вищій школі скульптури в Парижі, а потім у майстерні Шарля-Антуана Брідана, після чого вступив до Королівської академії. Під час Французької революції Картельє був частиною команди скульпторів, які працювали над церквою Святої Женев'єви в Парижі, щоб перетворити її на Пантеон.
У 1801 році Картельє отримав широке визнання після того, як виставив гіпсову версію своєї статуї Скромності, оскільки на той час європейської історії стародавні твори були мірилом, за яким оцінювали всі статуї. Статуя Скромність базувалася на окремо стоячій статуї Капітолійської Венери в Римі. Після реставрації Бурбонів Картельє доручили виліпити бронзову кінну статую короля Людовика XIV. ЇЇ можна побачити в Cour d'honneur Версаля. На момент смерті Картельє був відлитий лише кінь. Луї Петіто, його зять, доповнив його фігурою короля.
Скульптор Картельє зліпив модель для бронзової статуї Домініка Віванта, барона Денона (1747—1825). Вона прикрашає могилу Денона на кладовищі Пер-Лашез у Парижі. Однак, найвідоміша робота Картельє була створена у 1825 році. Роботу замовили близькі друзі Віванта Ежен і Гортензія де Богарне. Вони забажали, аби скульптор виліпив пам'ятник на могилі їхньої матері, імператриці Жозефіни . Статую Картельє, створену за зображенням Жозефіни, що стоїть на колінах, на картині Жака-Луї Давида про коронацію Наполеона Бонапарта, можна побачити в церкві Сен-П'єр-Сен-Поль у Рюей-Мальмезоні .
Картельє був обраним, як член Інституту Франції та ордена Почесного легіону в 1808 році. Цього ж року, 1808, його обрали асоційованим членом Королівського інституту Нідерландів. У 1824 році був нагороджений орденом Святого Михайла. Викладав у Школі витончених мистецтв у Парижі. Його дочка вийшла заміж за художника Жана-Франсуа Хайма, але померла у віці 19-ти років.
Помер П'єр Картельє у Парижі в 1831 році. Був похований на кладовищі Пер-Лашез в Парижі разом із дружиною та донькою.

## Основні праці
У 1833 році художник Чарльз Пол Лендон виокремив такі твори:
- Арістід, розміщений у Парній Кімнаті. Арістід був афінським військовим і державним діячем.
- Молоді дівчата Спарти, які танцюють перед вівтарем Діани, барельєф для Залу Діани в Наполеонівському музеї антикваріату, заснованому в Палаці Лувра; на місці.
- La Gloire distribuant des couronnes (Слава роздає корони), барельєф для колонади Лувру; на місці.
- Capitulation d'Ulm, барельєф для Тріумфальної арки Карруселі, встановленої перед Тюїльрі ; на місці.
- Генерал Вальюберт, для мосту Згоди, Париж, 1815; у Jardin de l'Eveché, Авранш, Нормандія) (ілюстрація вгорі справа)
- Minerve, frappant la terre (Мінерва вдаряє землю, щоб породити оливкове дерево), Версаль .
- Людовик XIV, кінний барельєф для Будинку Інвалідів .
- Імператриця Жозефіна, церква в Рюей-Мальмезон, поблизу Парижа.
- Два пам'ятники Людовику XV у бронзі, один на Реймській площі, інший на Ронд-Пойнт на Єлисейських полях .
- La Pudeur (Скромність); статуя виставлялася на Салоні 1801 року в гіпсі, у той час він отримав першу премію. Також вона виставлялася у 1808 році в мармурі й була придбана для галереї в Мальмезоні .